# Agapa (masoneria)
Agapa masońska – uroczysty bankiet lub poczęstunek organizowany na zakończenie prac lożowych. Odbywa się według określonych reguł (zawartych m.in. w landmarkach) zakładających m.in. spełnienie kilku toastów w ściśle określonej kolejności.
Przebieg agapy nadzoruje Mistrz Agap.